# Crustulina guttata
Crustulina guttata (Wider, 1834) è un ragno appartenente alla famiglia Theridiidae.

## Distribuzione
La specie è stata reperita in diverse località della regione paleartica.

## Tassonomia
È la specie tipo del genere Crustulina Menge, 1868.
Non sono stati esaminati esemplari di questa specie dal 2009.
Attualmente, a dicembre 2013, non sono note sottospecie.